# 斯捷特基夫齊
49°50′24″N 27°55′47″E / 49.84000°N 27.92972°E
斯捷特基夫齊（烏克蘭語：Стетківці）是位於烏克蘭北部日托米爾州裏別爾季切夫區的村莊，始建於1601年，面積3.06平方公里，海拔高度275米，2001年人口768，人口密度每平方公里250.98人。